# Chaklasi
Chaklasi è una suddivisione dell'India, classificata come municipality, di 36.041 abitanti, situata nel distretto di Kheda, nello stato federato del Gujarat. In base al numero di abitanti la città rientra nella classe III (da 20.000 a 49.999 persone).

## Geografia fisica
La città è situata a 22° 38' 60 N e 72° 55' 60 E e ha un'altitudine di 33 m s.l.m.

## Società

### Evoluzione demografica
Al censimento del 2001 la popolazione di Chaklasi assommava a 36.041 persone, delle quali 18.786 maschi e 17.255 femmine. I bambini di età inferiore o uguale ai sei anni assommavano a 5.005, dei quali 2.725 maschi e 2.280 femmine. Infine, coloro che erano in grado di saper almeno leggere e scrivere erano 23.674, dei quali 14.511 maschi e 9.163 femmine.